# Реккаред I
Реккаред I (гот. Raikaraids, лат. Flavius Reccaredus, Recaredus; умер в 601) — король вестготов с 586 года. Младший сын Леовигильда, брат Герменегильда. Его имя носил столичный город Реккополис. После смерти Леовигильда во второй половине апреля или начале мая 586 года Реккаред без затруднений стал королём. По существу это был первый случай спокойного наследования королевской власти у вестготов после воцарения Алариха II сто лет назад и, конечно же, явилось наглядным результатом политики Леовигильда.

## Биография

### Переход в ортодоксальное христианство
В целом Реккаред продолжил политику отца. И только в религиозной области он пошёл по иному пути. Исидор Севильский так отзывается об этом: «Он был благочестивым человеком, отличным от отца по образу жизни. Тогда как один был неверующим и предрасположенным к войне, другой был миролюбивым и деятельным в мирное время; один распространял могущество народа готов через искусство войны, другой возносил народ посредством победы веры».
Реккаред сделал вывод из провала отца и понял, что навязать религию меньшинства подавляющему большинству населения страны невозможно. И он решил сделать единой государственной религией ортодоксально-никейское христианство. На это его могли толкать и внешнеполитические резоны. Вестготское королевство оказалось в кольце ортодоксально-никейских государств, и необходимо было прорвать эту своеобразную блокаду. В прошлом франкские короли использовали религиозный фактор в своей борьбе с вестготами, да и византийцы не отказывались от этого же. Недаром сразу после своего обращения в ортодоксально-никейское вероисповедание Реккаред направил послов к Хильдеберту II и Гунтрамну для заключения союза на том основании, что они все теперь придерживаются одной веры.
В феврале / марте 587 года на десятом месяце своего правления Реккаред перешёл из арианства в ортодоксальное христианство, основанное на Никейском Символе веры. Обращение короля явилось действием, значение которого выходило далеко за пределы личного предубеждения одного, пусть даже столь высокопоставленного человека. Этим актом Реккаред отказался от продолжения церковной политики своего отца, решив положить в основу конфессионального единства, к которому так стремился Леовигильд, ортодоксальное вероисповедание. Король пытался оказать давление на арианских епископов и побудить их к обращению. Он пригласил их на диспут с ортодоксами по вопросам конфессиональных различий, который, естественно, завершился желанной для короля победой ортодоксальной партии. Уже в апреле 587 года в Толедо была торжественно освящена именно как ортодоксально-никейская церковь святой Марии, что подчёркивало публичный характер крещения короля.
В целях примирения с магнатами и ортодоксальным духовенством Реккаред вернул чужую собственность, захваченную его предшественниками и помещенную в казну, а также восстановил и обогатил церкви и монастыри. Был схвачен убийца его брата Герменегильда Сисиберт и предан позорнейшей смерти. Иоанн Бикларский не упоминает, что приказ об этом отдал Реккаред, однако не вызывает сомнения, что убийство Сисиберта произошло всё же по приказанию короля. Дело в том, что после разгрома восстания Герменегильда, когда последний укрылся в церкви от отцовского гнева, именно Реккаред выманил его оттуда, обещая что ему будет сохранена жизнь. Однако Герменегильд всё же был убит, и Реккаред не мог не чувствовать себя виновным в этом.

### Третий Толедский собор

#### Проведение собора
В 589 году в Толедо состоялся Государственный собор, на котором должно было произойти объединение конфессий. На соборе председательствовал сам Реккаред; его ближайшими советниками были Леандр Севильский и Евтропий, аббат монастыря Сервитана. Присутствовали все пятеро митрополитов страны, 48 ортодоксальных и 8 бывших арианских епископов, арианские священники и готская знать. Арианские епископы представляли диоцезы Барселоны, Валенсии, Визеу, Туя, Луго, Порту, Паленсии и Тортосы. Из этого перечисления следует, что основные силы арианской церкви были сконцентрированы в области, некогда находившейся под властью свевов. Не были представлены арианские диоцезы Нарбона, Мериды и Гранады. Собор открылся торжественным обращением вестготов. Обращенные арианские епископы сохраняли свой сан. Эта мера привела к тому, что отдельные диоцезы временно занимали два епископа, ортодоксальный и бывший арианский. Арианские епископы и готская знать подписали ортодоксальное вероисповедание. В дополнение к этому собор вынес несколько постановлений о литургии и вопросах церковного права. В заключение было выпущено несколько законов против приверженцев иудаизма. Евреям запрещалось иметь рабов-христиан, также запрещалось иметь жен и наложниц из числа христианских женщин, а также предписывалось, чтобы дети от таких связей крестились.

#### Значение собора
Значение Третьего Толедского собора для вестготской истории невозможно переоценить. Он подвёл черту под политикой объединения, которую Реккаред продолжал вслед за своим отцом, но привёл к успешному завершению, совсем противоположным путём. После установления конфессионального единства пали последние барьеры между большинством вестготов и римлянами. Тем самым были созданы все предпосылки для слияния обеих этнических групп. Для королевской власти Толедский собор означал дальнейшее возвышение и укрепление, ибо церковь с полной готовностью стала на службу ортодоксального правителя. Иоанн Бикларский ставит Реккареда в один ряд с Константином Великим, осудившим арианство на Никейском соборе в 325 году и Маркианом, добившимся осуждения ересиарха Нестория на Халкидонском соборе 451 года.
Акты Третьего Толедского собора вознесли Реккареда на сакральный уровень. Он объявляется «священнейшим правителем», «исполненным Божественного духа»; «ему же подобают апостольские заслуги, ибо он исполнил апостольский долг». Очевидны параллели с церковными представлениями об императорской власти того времени. Византийский император также считался равноапостольным. Повелителя Константинополя называли «православным императором», вестготского короля «православным королём». Христианизация королевской власти началась именно с Третьего Толедского собора. В конечном итоге король становится представителем Христа на земле. Тем самым в церковном отношении король вестготов поднимался на тот же уровень, что и византийский император. В силу своего освященного положения король мог выдвигать церкви свои требования. Фактически церковная власть вестготского короля соответствовала тем правам, которыми обладал по отношению к церкви своего государства император.

#### Сближение церковной и светской областей жизни
Последующий период характеризуется взаимопроникновением церковной и светской областей государственной жизни, засвидетельствованным уже в 589 году. На соборе обсуждались светские законы, а Реккаред прислушивался к советам епископов, как показывает его антииудейское законодательство. И наоборот, король имел почти что неограниченные возможности влиять на постановления собора. Он определял круг обсуждаемых вопросов, которые представлял собранию в письменном послании. Король мог придавать решениям собора статус законов. Права светского правителя в отношении собора естественным образом вытекали из его положения «короля Божьей милостью». В одном письме папе Григорию I Великому Реккаред говорит о том, что он наивысший повелитель своих подданных после Бога.

### Второй Севильский и Нарбонский соборы
Вслед за общегосударственным собором был созван ряд местных, на которых решались конкретные вопросы, связанные с обращением в ортодоксально-никейское верование бывших ариан. Так, Второй Севильский, состоявшийся в 592 году, принял решение о новом посвящении бывших арианских священников и о новом освящении бывших арианских церквей. Нарбонский собор 589 года среди других решений принял несколько странное постановление, что не может быть посвящён в епископы тот, кто не умеет читать. Говорит ли это о неграмотности даже части высшего клира или оно направлено против бывших ариан, не умевших читать по латыни? Ответить однозначно трудно, хотя более вероятным кажется всё же второе.
Если арианская литургия совершалась на готском языке, что способствовало его сохранению в условиях огромного численного преобладания испано-римлян, то ортодоксальная служба велась на латинском языке, и это лишало готский язык последней сферы его официального применения. В результате не стало препятствий для принятия вестготами языка их романского окружения. И довольно быстро готы, и до этого бывшие двуязычными, практически полностью потеряли свой язык и перешли на язык испано-римлян.

### Сопротивление ариан
Реккареду, однако, пришлось столкнуться с упорной арианской оппозицией. Многие вестготы привыкли считать арианство национальной верой и не хотели её менять. В сопротивлении наступающей ортодоксально-никейской вере были кровно заинтересованы арианские епископы. Часть вестготской знати испугалась, что превращение в государственную религию веры испано-римлян приведёт к потере готами своего положения. И ещё до созыва собора происходили выступления готов ариан против политики короля.
Открытый мятеж вспыхнул в 587 год в Септимании, где арианский епископ Нарбона Аталох и септиманские графы Граниста и Вилдигерн перешли от Реккареда I на сторону франкского короля Бургундии Гунтрамна. Впрочем, Аталох вскоре умер, а восстание также было довольно быстро подавлено.
В 588 году началось восстание в Лузитании. В Мериде арианский епископ Сунна и городской граф Сегга устроили заговор совместно с несколькими знатными готами, среди которых находился и будущий король Виттерих. Заговор был направлен против ортодоксального епископа Масоны, которого предыдущий король Леовигильд, под конец своей жизни вернул из изгнания и восстановил на епископской кафедре Мериды. Однако заговор был вовремя раскрыт, а заговорщики наказаны; осужденный Сунна отправлен в изгнание, а Сегга лишился обеих рук и был сослан в Галисию.
Гораздо опаснее были интриги, которые поддерживала вдовствующая королева Гоисвинта, фанатичная арианка. Сначала Реккаред, стремясь нейтрализовать влияние Гоисвинты, приблизил её к себе, именно по её совету попытался заключить союз с франками. Но эта попытка провалилась, а обращение короля в ортодоксальную веру практически лишало вдовствующую королеву влияния, которое она, вероятно, имела сразу же после смерти Леовегильда, и Гоисвинта стала центром антиортодоксальной группировки в самой столице. Её ближайшим соратником стал арианский епископ Ульдида, возможно, занимавший кафедру епископа в Толедо. Однако вскоре Гоисвинта «окончила свою жизнь» (видимо, была казнена или устранена другим способом), а епископ был отправлен в ссылку (589 год). Разгром арианских восстаний и заговоров укрепил положение короля.

### Внешняя политика

#### Война с франками
В остальном Реккаред продолжал политику, завещанную ему отцом. Он всеми силами пытался нейтрализовать франкскую опасность. Ссылаясь на своё недавнее обращение в ортодоксально-никейскую веру, он предлагал заключить союз и даже просил руки сестры короля Австразии Хильдеберта II Хлодозинды. Но если Хильдеберт и его мать Брунгильда склонялись к заключению такого союза и даже приняли 10 000 солидов как вергельд за смерть принцессы Ингунды сестры Хильдеберта и жены брата Реккареда Герменегильда, то король Франкского королевства Бургундия Гунтрамн решительно отказался и предпочёл оказать помощь мятежникам Септимании. Если раньше, выступая против Леувигильда, он ссылался на необходимость очистить Галлию от еретиков, то теперь поводом для отказа от союза с Реккаредом стала смерть на чужбине его племянницы Ингунды. В ответ Реккаред запретил всем подданным Гунтрамна проходить через Септиманию. Это прервало связи Бургундии с Испанией и затруднило её связи со Средиземным морем.
В 587 году франкский герцог Дезидерий предпринял поход на Каркасон. Жители города и войска вестготов, заранее узнавшие о его наступлении, приготовились к отражению атаки и встретили его на подступах к городу. После начала сражения готы по заранее спланированному плану начали отступление. Дезидерий, чрезмерно увлекшийся погоней и оторвавшийся от своих основных сил, был окружен под стенами города готами и, вместе с небольшим отрядом, находившимся с ним, перебит. После смерти полководца франкской армии не оставалось ничего делать, как отступить.
В 589 году огромное войско франков (вестготские источники говорят, что численность войска достигала 60 000 воинов, Григорий Турский не уточняет количество франков), посланное королём Гунтрамном, под командованием Бозона вновь вторглось в Нарбонскую Галлию (Септиманию) и подошло к Каркасону. Жители города не посмели сопротивляться столь великой силе и принесли клятву верности королю Гунтрамну. Против франков Реккаред послал герцога Лузитании Клавдия. Расположившиеся лагерем возле Каркасона франки, ничего не подозревающие и празднующие победу, были внезапно атакованы готами. Оправившись от неожиданности, франки начали теснить готов, которых было значительно меньше. Те же, прибегнув к своей излюбленной тактике, начали притворно отступать и заманили франков в заранее приготовленную засаду. В последовавшей затем сече франки потеряли, по словам Григория Турского, около пяти тысяч человек, а в плен было уведено более двух тысяч. Готам же достался и весь обоз франков. Как говорит Исидор Севильский: «Не было победы у Готов в Испании большей или даже сравнимой с этой победой. Много тысяч врагов было сражено или пленено, а оставшаяся часть армии обратилась в бегство от преследующих готов, и бежала до самых границ своего королевства».

#### Войны с византийцами
Другой внешней угрозой снова стали византийцы. На константинопольском троне в это время сидел энергичный и деятельный Маврикий. Его целью было не только сохранить, но и по возможности и расширить территорию империи. И он, по-видимому, решил восстановить византийские владения на Пиренейском полуострове в прежнем объёме. С этой целью для борьбы с вестготами туда был послан патрикий Коменциол в должности командующего испанской армией и правителя Испании. Прежде всего, Коменциол укрепил столицу византийских владений в Испании Картахену, отреставрировав стены города и соорудив новые ворота, ибо во времена Леовегильда граница владений вестготского короля подошла к Картахене настолько, что её стало видно из города. Затем византийцы приступили к завоеваниям и, по-видимому, сумели добиться некоторых успехов и отвоевать часть южноиспанских городов, в частности Медину-Сидония, недавно взятую Леовегильдом (это исходит из того факта, что епархия этого города не была представлена на соборе в Толедо в 589 году). В 599 году Реккаред пытался добиться восстановления старых договоров, заключённых ещё в предыдущее время, но неудачно. Более того, византийцы сумели даже восстановить свои владения в Испании, хотя и не в тех размерах, как это было в середине VI века.

#### Войны с васконами
Казалось бы победы Леовегильда над васконами окончательно решили вопрос с этими горцами. Но оказалось, что васконы сумели не только оправиться от поражения и восстановить свою независимость, но и предприняли вторжение в соседние районы Испании. Реккареду пришлось направить армию для борьбы с ними, но постоянное возобновление походов показывает, что они, в сущности, не приносили никаких результатов и васконы сохраняли свою самостоятельность. Впрочем, Исидор Севильский отмечает, что эти походы он предпринимал не столько для захвата новых земель, сколько для постоянных тренировок своего войска. Чтобы воины, засидевшиеся без дела, не утратили боевой выучки. Но если вспомнить, как восторженно восклицает Исидор Севильский о победе герцога Клавдия над франками, такое замалчивание результатов действий вестготов против васконов, может свидетельствовать только об одном — они были неудачны для вестготов. Реккареду в лучшем случае удавалось лишь отбивать нападения горцев. Исидор, сообщая об этой войне не уточняет её время. Можно только приблизительно назвать года. Известно, что на территории васконов было создано памплонское епископство. Епископ Памплоны Либлиол участвовал в работах всеобщего III Толедского собора 589 года и поместного II Севильского собора 592 года. После этого епископ Памплоны появляется только в подписи к декрету короля Гундемара в 610 году. Этот факт свидетельствует о фактической независимости васконов в то время. Если это так, то вторжение васконов произошло между 592 и 601 годами, годом смерти Реккареда.
Возможно, что с Реккаредом связано создание оборонительных линий, которые должны были защитить вестготские владения от византийцев и северных горцев. Эти линии были созданы по образцу византийских. Не исключено, что начать создавать оборонительную линию на юге мог Леовегильд, но едва ли она была завершена к моменту его смерти. Необходимости в создании такой же линии на севере, кажется, при Леовегильде не было, ибо он мог с полным правом, как ему казалось, считать вопрос подчинения васконов и кантабров решённым. Эта линия, опиравшаяся на захваченную Леовегильдом Амайю и построенный им Викториак, явно создавалась уже после его смерти, когда восстановление горцами независимости стало фактом, а их вторжения (которых, кстати, не было до походов Леовегильда) — несомненной угрозой.

#### Обстановка внутри государства
Реккаред приблизил к себе некоторых представителей испано-римской знати, как, например, уже упомянутого Клавдия. Он издал закон, согласно которому устанавливались единые нормы судопроизводства для обеих групп населения. Практически с этого времени и вестготов и испано-римлян судили одни и те же суды, хотя и руководствовались при этом различными кодексами законов. Следуя примеру Теудиса, Реккаред принял римское имя Флавий, которое с тех пор постоянно носили вестготские короли.
Такая политика Реккареда направленная на максимальное сближение с испано-римской аристократией, вызывала сопротивление вестготской знати, хотя, по-видимому, это сопротивление уже не было окрашено в религиозные тона. В 590 году поднял мятеж герцог Аргимунд, задумавший лишить короля власти и жизни. Опасность этого заговора была в том, что Аргимунд являлся не только герцогом, то есть военным вождём, но и кубикулярием, одним из самых приближённых придворных короля, имевшим доступ непосредственно к нему. Замысел был раскрыт, Аргимунд был захвачен хитростью и в железных цепях доставлен в столицу. В наказание он был лишен правой руки и провезён на всеобщее обозрение по улицам Толедо восседающим на осле. Но само появление такого заговора свидетельствует об остром противоречии на самом верху вестготско-испанского общества.
К сожалению, 590 годом заканчивается хроника Иоанна Бикларского, поэтому практически ничего невозможно сказать о последующих 11 годах правления Реккареда.

### Итоги правления Реккареда
За время правления Реккареда вестготское государство претерпело ряд внешних и внутренних преобразований, направленных на укрепление единства страны. При этом речь шла с одной стороны о внешнем единстве, подчинении вестготской власти всего Пиренейского полуострова (впрочем, этот процесс так и не был завершён), и с другой стороны, о единстве внутреннем, правовом и конфессиональном объединении вестготов и римлян, которое было суждено осуществить только Реккареду.
Исидор Севильский говорил о нём:

«Провинции, захваченные отцом с помощью войны, Рекаред сохранял в мире, управлял ими справедливо, властвовал умеренно. Он был добрым и мягким, необычайно ласковым, и настолько сердечным и доброжелательным, что даже плохие люди желали его любви. Он был настолько великодушен, что своей властью вернул частным гражданам и церквям богатства, которые его отец постыдным образом изъял в казну. Он был настолько милосердным, что часто уменьшал подати своего народа, даруя ему прощение. Рекаред многих обогатил дарами, но ещё больших вознёс почестями. Он раздавал своё богатство ущербным, а сокровища нищим, зная, что королевство дано ему именно для этого, так чтобы он мог наслаждаться им, достигая добрых свершений из добрых начинаний. Он был коронован славой истинной веры, которой придерживался с самого начала правления».
Неудачи в отношениях с империей, сомнительные результаты войны с васконами и восстание Аргимунда, однако, не подорвали власть Реккареда. Свидетельством стабилизации политического положения является сама смерть короля. Он умер в 601 году в Толедо собственной смертью и после него на престол без сопротивления вступил его сын Лиува II.
Реккаред правил 15 лет, 6 месяцев, 10 дней.

### Жёны и дети
- В 584 году был помолвлен с Ригунтой дочерью франкского короля Нейстрии Хильперика I[39], но брак не состоялся[40].
- Затем Реккаред был помолвлен с дочерью короля Австразии Сигиберта I и Брунгильды Хлодозиндой. Григорий Турский отмечает в своём труде, что ещё в 587 году Реккаред направил посольство к королю Австразии Хильдеберту II, прося руки его сестры Хлодозинды. Хильдеберт, посоветовавшись со своим дядей королём Бургундии Гунтрамном, дал согласие.[41] Павел Диакон пишет, что сестра Хильдеберта была обещана королю лангобардов Аутари и король франков даже принял от лангобардских послов богатые подарки, но потом узнав, что вестготский народ перешёл в ортодоксально-никейскую веру, обещал свою сестру уже готскому королю.[42] Однако, устранение в скором времени в Вестготском королевстве Гоисвинты, матери Брунгильды, обвинённой в государственной измене[22], вызвало новый очаг напряжённости во франко-вестготских отношениях. Несмотря на то, что помолвка между Реккаредом и Хлодозиндой была, похоже, уже заключена, и Брунгильда даже отослала в Испанию дипломатические подарки в виде золотого щита и ценных чаш[43], свадьбу немедленно отменили, и чтобы рассеять всякую надежду на возобновление переговоров, Реккаред женился на вестготке по имени Баддо.
- Первой его женой, возможно, с 587 года была некая Баддо. Эта королева названа в постановлении Третьего Толедского собора от 8 мая 589 года: «Реккаред король … Баддо … королева»[44]. Это единственный источник, который называет первую жену Реккареда. Также ничего невозможно сказать о её происхождении. Если предположить, что именно эта Баддо была матерью сына Реккареда Лиувы, то тогда она должна быть незнатного происхождения, о чём говорит Исидор Севильский[45] и автор Арабо-византийской хроники[46]. Тогда нужно одновременно признать, что Реккаред сожительствовал с ней по крайней мере с 582 года (год рождения Лиувы — 583), то есть ещё до того времени когда Реккаред по замыслу своего отца был просватан за Ригунту, принцессу франков. Помолвка с Ригунтой не удалась, а в 587 году, уже после смерти отца, Реккаред предпринял попытку жениться на Хлодозинде, двоюродной сестре Ригунты, и тоже неудачную. После этого он вполне мог жениться на матери своего сына, несмотря на её незнатное происхождение. Женитьба на наложницах и служанках вполне практиковалась на то время у франков, и могла быть возможной у вестготов. Однако, это не более как догадка и что либо более определённое сказать невозможно из-за недостатка источников. Также вполне допустимо, что королева Баддо и неназванная в хрониках незнатная женщина, мать Лиувы могли быть двумя разными женщинами.
  - сын Лиува
  - Возможно, сыном Реккареда мог быть и король Сисебут. С другой стороны, Сисебут мог быть не сыном, а зятем Реккареда (об их родстве достоверных сведений нет).